# 大野木寛
大野木 寛（おおのぎ ひろし、1959年8月23日 - ）は、日本の脚本家。主にアニメの脚本を手掛ける。本名は山田 呈人（やまだ あきひと）。筆名は指輪物語「王の帰還」より取られた（おうのきかん→おおのきかん→大野木寛）もの。

## 来歴・人物
慶應義塾高等学校を経て、慶應義塾大学文学部国文学科を卒業し、『超時空要塞マクロス』第16話「カンフー・ダンディ」でプロデビュー。美樹本晴彦や河森正治、細野不二彦とは高校からの同窓生。
SFロボットアニメを中心に執筆するが、一方で『あたしンち』・『ドラえもん』といった生活ギャグアニメも手がける。数々のテレビアニメの脚本を手掛け、『地球少女アルジュナ』や『鋼の錬金術師 FULLMETAL ALCHEMIST」等をはじめとしたアニメでもシリーズ構成を務めている。

## 参加作品

### テレビアニメ
1983年
- 超時空要塞マクロス（脚本）
- 超時空世紀オーガス（1983年 - 1984年、シリーズ構成協力・脚本）

1984年
- 重戦機エルガイム（脚本）
- ゴッドマジンガー（脚本）

1985年
- 機動戦士Ζガンダム（脚本）
- へーい!ブンブー（脚本）

1987年
- マシンロボ ぶっちぎりバトルハッカーズ（脚本）

1991年
- OH!MYコンブ(脚本)

1999年
- A.D.POLICE（脚本）
- 課長王子（脚本）

2001年
- 地球防衛家族（脚本）
- 地球少女アルジュナ（シリーズ構成を河森正治と共同で担当）

2002年
- ラーゼフォン（脚本）
- あたしンち（2002年 - 2009年、脚本）
- ヒートガイジェイ（2002年 - 2003年、脚本）
- 機動戦士ガンダムSEED（2002年 - 2003年、脚本）

2004年
- エリア88（シリーズ構成・脚本）
- 機動戦士ガンダムSEED DESTINY（2004年 - 2005年、脚本）

2005年
- 創聖のアクエリオン（シリーズ構成を河森正治と共同で担当、脚本）
- 交響詩篇エウレカセブン（2005年 - 2006年、脚本）
- ドラえもん（2005年のリニューアル後より担当、脚本）
- ノエイン もうひとりの君へ（2005年 - 2006年、シリーズ構成を赤根和樹と共同で担当、脚本）

2006年
- CLUSTER EDGE（シリーズ構成（第14話 - 第25話）、脚本）
- ぜんまいざむらい（2006年 - 2010年、脚本）
- 結界師（2006年 - 2008年、シリーズ構成・脚本）

2007年
- キスダム -ENGAGE planet-（脚本）
- THE SKULLMAN（脚本）
- 地球へ…（脚本）
- やっとかめ探偵団（脚本）

2008年
- Mnemosyne-ムネモシュネの娘たち-（脚本）
- マクロスF（脚本協力）
- 鉄腕バーディー DECODE（シリーズ構成）
- 北斗の拳 ラオウ外伝 天の覇王（シリーズ構成・脚本）
- しゅごキャラ!!どきっ（2008年 - 2009年、シリーズ構成・脚本）
- イナズマイレブン（2008年 - 2009年、脚本）

2009年
- 鉄腕バーディー DECODE:02（シリーズ構成を水上清資と共同で担当・脚本）
- 鋼の錬金術師 FULLMETAL ALCHEMIST（シリーズ構成・脚本）
- シャングリ・ラ（シリーズ構成・脚本）
- しゅごキャラパーティー!（シリーズ構成・脚本）
- とある科学の超電磁砲（2009年 - 2010年、脚本）

2010年
- のだめカンタービレ フィナーレ（脚本）
- 世紀末オカルト学院（脚本）

2011年
- 夏目友人帳 参（脚本）
- NO.6（脚本）

2012年
- 夏目友人帳 肆（脚本）
- 輪廻のラグランジェ（脚本）
- アイカツ!（脚本）

2013年
- DD北斗の拳（脚本）
- ムシブギョー（脚本）
- 宇宙戦艦ヤマト2199（脚本）
- BROTHERS CONFLICT（脚本）

2014年
- 白銀の意思 アルジェヴォルン（脚本）
- テンカイナイト（シリーズ構成（第27話以降）・脚本）

2015年
- ワールドトリガー（脚本）

2016年
- 聖戦ケルベロス 竜刻のファタリテ（シリーズ構成・脚本）
- アイドルメモリーズ（シリーズ構成・脚本）
- 夏目友人帳 伍（脚本）

2017年
- アリスと蔵六（脚本）
- 夏目友人帳 陸（脚本）

2018年
- ゲゲゲの鬼太郎（第6作：2018年 - 2020年、シリーズ構成・脚本）
- 重神機パンドーラ（脚本）

2019年
- ファンタシースターオンライン2 エピソード・オラクル（2019年 - 2020年、シリーズ構成・脚本）

2021年
- 現実主義勇者の王国再建記（シリーズ構成を雑破業と共同で担当・脚本）
- D_CIDE TRAUMEREI THE ANIMATION（シリーズ構成・脚本）
- 闘神機ジーズフレーム（脚本）

2024年
- ブルーアーカイブ The Animation（シリーズ構成を山岸大悟と共同で担当・脚本）
- ばいばい、アース（脚本）

2025年
- 信じていた仲間達にダンジョン奥地で殺されかけたがギフト『無限ガチャ』でレベル9999の仲間達を手に入れて元パーティーメンバーと世界に復讐&『ざまぁ!』します!（シリーズ構成）

### 劇場アニメ
1987年
- 王立宇宙軍 オネアミスの翼（脚本協力）

1992年
- ラーマーヤナ ラーマ王子伝説（脚本）

2001年
- シャム猫 -ファーストミッション-（脚本）

2007年
- 劇場版 創聖のアクエリオン（脚本を河森正治と共同で担当）

2008年
- 映画ドラえもん のび太と緑の巨人伝（脚本）

2010年
- 劇場版3D あたしンち 情熱のちょ〜超能力♪ 母大暴走!（脚本）

2011年
- トワノクオン（脚本）

2014年
- 宇宙戦艦ヤマト2199 星巡る方舟（脚本協力）

### OVA
2002年
- マクロス ゼロ（2002年 - 2004年、脚本）

2006年
- CLUSTER EDGE Secret Episode（シリーズ構成・脚本）

2011年
- 戦場のヴァルキュリア3 誰がための銃瘡（脚本）

2012年
- コードギアス 亡国のアキト（構成協力・脚本）※浅川美也、赤根和樹と共同

### Webアニメ
2001年
- 魔法遊戯 飛び出す!!ハナマル大冒険（2001年 - 2002年、構成）

2008年
- 亡念のザムド（2008年 - 2009年、脚本）

2023年
- 悪魔くん（シリーズ構成・脚本）

### 小説
- エルフ・ザ・アサシン（C★NOVELSファンタジア）
- オネアミスの翼-王立宇宙軍（小学館文庫 - アニメ・ノベルズ）
- 銀河を渡る竜の群れ（富士見ファンタジア文庫）
- 大僧侶伝説（ドラゴンマガジン (富士見書房)掲載読み切り）
- すちゃらかハルマゲドン（スーパークエスト文庫）
- 創聖のアクエリオン（富士見ファンタジア文庫）
- 血けむり南蛮城-AOIウォーズ（角川スニーカー文庫）
- 鉄人伝説 （ログアウト冒険文庫）
- 早瀬未沙 白い追憶（アニメージュ文庫）
- 八剣伝（スーパークエスト文庫）
- 夢幻界戦記（C★NOVELSファンタジア）
- ラーゼフォン（MF文庫J）

### 漫画
- 交響詩篇エウレカセブン NEW ORDER（角川書店、シナリオ）
- 機動戦士ガンダム フラナガン・ブーン戦記（小学館、ストーリー協力）